# عمق ويكيبيديا
عمق ويكيبيديا هي مجموعة من حسابات وسائل التواصل الاجتماعي المخصصة لتسليط الضوء على الحقائق من ويكيبيديا. تم إنشاء الحساب على موقع إنستغرام بواسطة آني راويردا في عام 2020، ويشارك مقتطفات من مقالات ويكيبيديا المختلفة حول عدد من الموضوعات.

## الإنشاء
أنشأت آني راويردا، طالبة في علم الأعصاب بجامعة ميشيغان، حساب عمق ويكيبيديا على إنستغرام في أبريل 2020 كمشروع شخصي في بداية جائحة كوفيد-19، بهدف مشاركة حقائق مختلفة من ويكيبيديا الإنجليزية بين الأصدقاء. قالت أنها استوحت فكرة المشروع من مجموعة من المقاطع المقتطفة من ويكيبيديا التي أعدتها لمجلة صديقتها، ومن صورة من مقالة ويكيبيديا عن إلقاء الأبقار في القمامة. كانت مهتمة بويكيبيديا قبل البدء في المشروع، حيث قضت وقتًا في قراءتها حين كانت طفلة،  وشاركت في سباقات ويكيبيديا مع الأصدقاء خلال المدرسة المتوسطة والثانوية.
جلبت مؤثرة إنستغرام كارولين كالواي أول موجة من المتابعين لصفحة عمق ويكيبيديا، من خلال تعزيز منشورات الصفحة على قصتها على إنستغرام. كانت كالواي قد انتقدت الحساب سابقًا بسبب منشور يضم نسخة قديمة من صفحتها على ويكيبيديا، والتي أدرجت مهنتها على أنها لا شيء. جاء ترويج كالواي لهذا الحساب في أعقاب اعتذار من راويردا.
بعد أن كسب حسابها على انستغرام متابعين كثر، أنشأت راويردا حسابات تيك توك وومنصة إكس بنفس الاسم، وأطلقت رسالة إخبارية تغطي صفحات ويكيبيديا غير العادية بمزيد من التفصيل.

## نشاط
سلط حساب عمق ويكيبيديا الضوء على مقالات حول مواضيع مثل السراويل المتفجرة ، وغاندي النووي ، والشطرنج على رقعة كبيرة حقًا ، والباباوات النشطين جنسيًا. وفقًا لراويردا، فإنها غالبًا ما تتلقى طلبات لمقالات ويكيبيديا لعرضها، ولكنها انتقائية في اختيار المقالات التي سيتم نشرها. في أكتوبر 2021، قالت إنها كانت تتلقى ما يقرب من 30 إلى 50 مشاركة من المستخدمين يوميًا.
لكونها محررة في ويكيبيديا، استضافت راويردا ماراثون تحرير، للترحيب بالمساهمات الجديدة في الموسوعة، وتستمتع بالتقاط الصور لإضافتها إلى ويكيميديا كومنز. كما أنها تستضيف عروض كوميدية حية تعتمد على معلومات عامة من ويكيبيديا.

## استقبال
من متابعي حساب عمق ويكيبيديا نيل غيمان، وجون ماير، وتروي سيفان، وأوليفيا وايلد، ليكس فريدمان. وفقًا لهيذر وودز، أستاذة البلاغة والتكنولوجيا في جامعة ولاية كانساس، فإن هذا الحساب يجعل الإنترنت يبدو أصغر من خلال تقديم نقاط دخول جذابة وأحيانًا غير جذابة بشكل مضحك إلى ثقافة الإنترنت. وصف زاكاري ماكون، مدير العلامة التجارية لمؤسسة ويكيميديا، التي تمول وتستضيف ويكيبيديا، الحساب بأنه "مكان تنبض فيه ويكيبيديا بالحياة، مثل جولة بعد ساعات العمل لأفضل ما في ويكيبيديا". في كتابه "كل المعرفة في العالم"، وصفه المؤلف سيمون جارفيلد بأنه "تغذية تويتر رائعة. قد تستهلك كل وقت فراغك". تم تسمية راويردا مساهمًا إعلاميًا لعام 2022 في جوائز ويكيميديا السنوية للعام.